# Charlot veut se marier
Pour plus de détails, voir Fiche technique et Distribution.
Charlot veut se marier (titre original : A Jitney Elopement) est un film américain réalisé par Charlie Chaplin, sorti en 1915. Le film a été tourné dans la ville de San Francisco en Californie, notamment dans le Golden Gate Park.

## Synopsis
Charlot fait la cour à Edna sous son balcon et déclare son amour pour elle ; Edna lui répond que ses sentiments sont réciproques mais que son père lui a trouvé un mari en la personne du Comte Chloride de Lime ; Charlot décide alors de se faire passer pour le comte et sympathise avec le père d'Edna ; malheureusement, le vrai comte arrive et Charlot est chassé manu militari de la maison ; plus tard, le comte emmène le père et Edna au Park où ils croisent Charlot ; Edna s'enfuit avec lui et une course-poursuite commence avec une voiture rebelle. Ils arrivent à envoyer leurs poursuivants dans l'eau du port et s'embrassent.

## Fiche technique
- Titre : Charlot veut se marier
- Titre original : A Jitney Elopement
- Réalisation : Charles Chaplin
- Scénario : Charles Chaplin
- Photographie : Harry Ensign
- Montage : Bret Hampton et Charles Chaplin
- Producteur : Jess Robbins
- Société de production : The Essanay Film Manufacturing Company
- Société de distribution : General Film Company (États-Unis)
- Pays :  États-Unis
- Genre : comédie
- Durée : 26 minutes
- Dates de sortie : 
  -  États-Unis : 1er avril 1915